# Barrio coreano

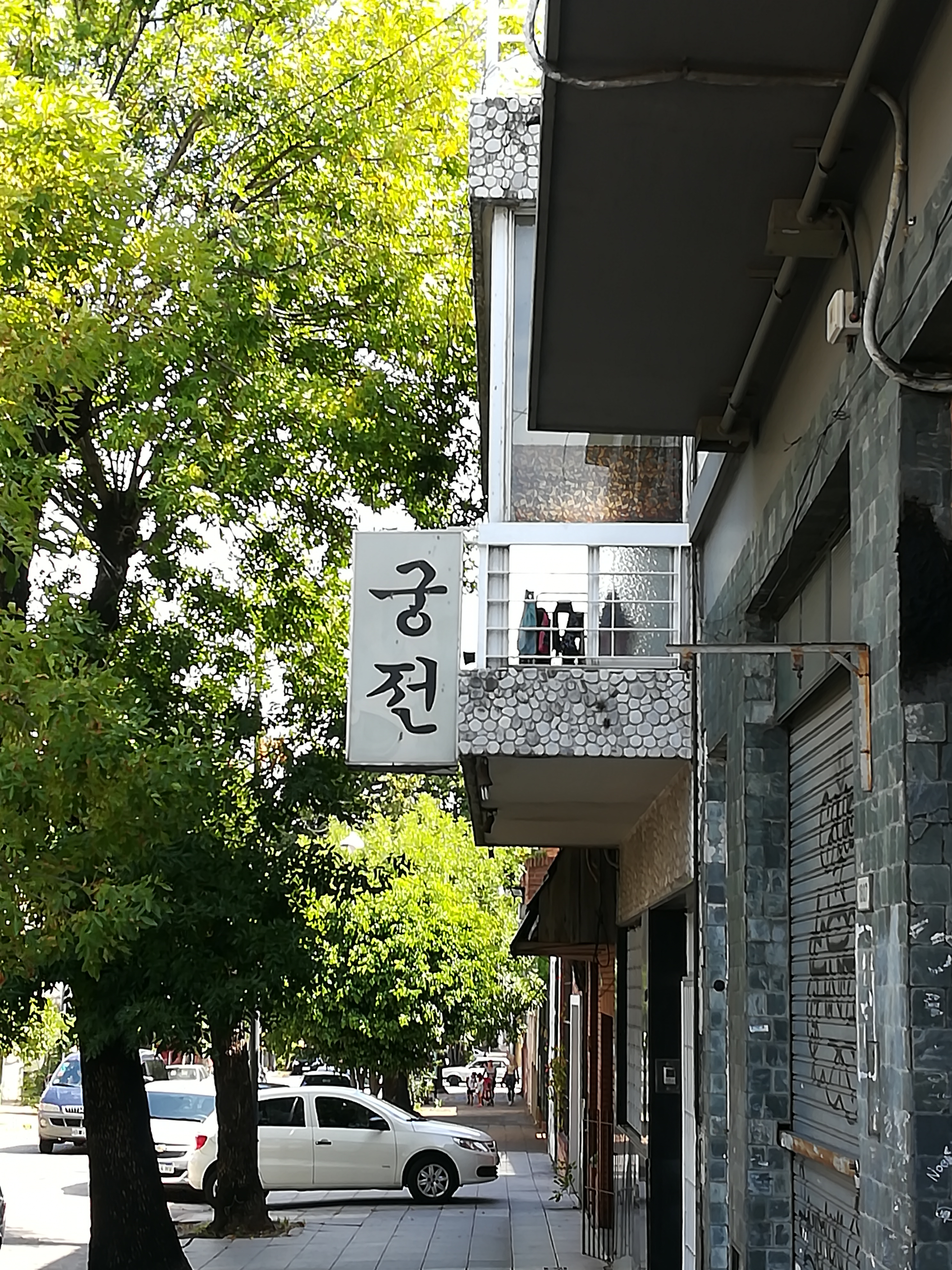
Barrio coreano de Buenos Aires

Un barrio coreano, también conocido como Pequeña Corea o Pequeño Seúl, es un enclave étnico de predominio coreano dentro de una ciudad o área metropolitana fuera de la península de Corea.

## Historia
Los barrios coreanos como enclave étnico del este asiático sólo existen desde mediados de la década de 1860, ya que Corea había sido un sistema político territorialmente estable durante siglos. La emigración a gran escala desde Corea se dirigió principalmente al Extremo Oriente ruso y al noreste de China; estos emigrantes se convirtieron en los ancestros de los 2 millones de coreanos en China y varios cientos de miles de coreanos étnicos en Asia Central.[cita requerida]
Generalmente los barrios coreanos no están oficialmente autorizados y la única evidencia de tales enclaves son los grupos de tiendas con letreros en coreano en las fachadas. Muchos barrios coreanos hoy en día existen en un entorno suburbano en contraposición a los entornos urbanos de los barrios chinos, principalmente porque muchos coreanos étnicos, especialmente en los países occidentales, temen la delincuencia que a menudo se asocia con las viviendas urbanas y buscan una mayor calidad en las escuelas, dado que la educación suele ser una alta prioridad.

## Características
Las características que se describen a continuación son características de muchos barrios coreanos modernos.

### Señalización en coreano
Muchos barrios coreanos modernos exhiben el uso del idioma coreano y el alfabeto Hangul en los letreros de las tiendas, a veces incluso en la señalización oficial de las carreteras. Los barrios coreanos oficialmente autorizados también pueden exhibir carteles en el idioma local.

### Restaurantes coreanos

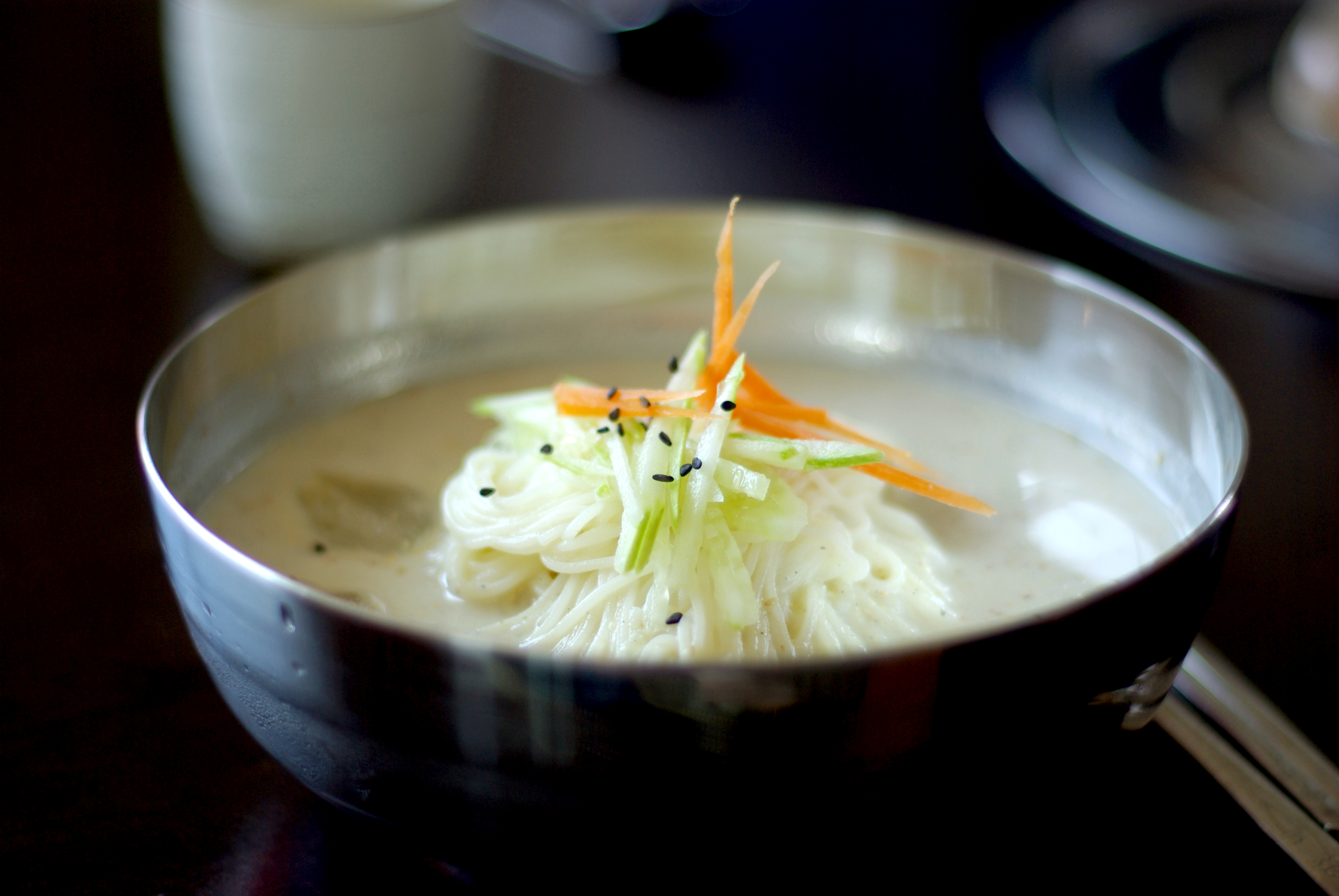
Kongguksu, un plato de fideos fríos con un caldo elaborado con soja molida

Muchos barrios coreanos tienen tiendas que sirven cocina coreana, lo que generalmente sirve como el principal diferenciador entre otros enclaves étnicos del este y sudeste asiático.
La cocina coreana se basa principalmente en arroz, verduras y carnes. Las comidas tradicionales coreanas se caracterizan por la cantidad de guarniciones (banchan) que acompañan al arroz de grano corto cocido al vapor. El kimchi se sirve a menudo, a veces en cada comida. Entre los ingredientes comúnmente utilizados se encuentran el aceite de sésamo, el doenjang (pasta de frijoles fermentados), la salsa de soya, la sal, el ajo, el jengibre, hojuelas de pimienta y el gochujang (pasta de chile rojo fermentado).

## Ubicaciones

### Demografía coreana
Muchos barrios coreanos son verdaderos enclaves étnicos donde la mayoría de los residentes son coreanos. Casi el 80% de los coreanos que han emigrado de Corea viven en China, Estados Unidos o México. Otros países con minorías coreanas superiores al 0.5% incluyen Australia, Canadá, Kazajistán, Nueva Zelanda y Uzbekistán. Todas estas cifras incluyen tanto a migrantes permanentes como a residentes temporales. Si nos centramos en los residentes de largo plazo, en 2010 había alrededor de 5,3 millones de emigrantes coreanos.

### América

#### Argentina
El barrio coreano de Buenos Aires está en el barrio de Flores. La arteria principal del distrito es la Avenida Carabobo, que alberga diversos negocios y organizaciones coreanas, incluidos restaurantes, salones de belleza, una escuela coreana (Instituto Coreano Argentino) e iglesias, entre otros. En los últimos años se ha producido un gran desplazamiento del Bajo Flores hacia la Avenida Avellaneda, debido al aumento de los robos y la inseguridad en las cercanías de las villas próximas a la Avenida Castañares. Lo que algunos podrían llamar hoy en día El Nuevo Barrio Coreano ha estado creciendo a un ritmo más rápido, mientras que las tiendas en la Avenida Carabobo han ido cerrando. Hay más de 22,000 coreanos en Argentina, la mayoría de ellos en Buenos Aires, donde la población asiática representa alrededor del 2.5%.

#### Brasil
Brasil cuenta con varios enclaves coreanos, pero recientemente se ha formado un barrio coreano en Bom Retiro, una zona densamente poblada de la ciudad más grande de Brasil, São Paulo. También es un centro gastronómico coreano. Se pueden encontrar platos tradicionales como el bibimbap y el samgyeopsal, o una buena taza de café en una cafetería similar a las de Seúl. También hay mercados coreanos con ingredientes Hansik difíciles de encontrar, como el gochujang, salsa de soja y aceite de sésamo. En este barrio la cultura coreana se mezcla con la brasileña: carteles escritos en hangul se encuentran junto a los escritos en portugués, y la mayoría de las personas en el área hablan con fluidez tanto coreano como portugués.

#### Chile
La población coreana de Chile se concentra principalmente en Patronato, en Santiago. Actualmente, aproximadamente 3,000 coreanos viven en Chile. La comunidad coreana está bien organizada y unida. Colonia Coreana organiza varios eventos anualmente. Entre estos eventos se encuentran: torneos de fútbol, festivales coreanos y la elección anual del Sr. y la Sra. Patronato.

#### México

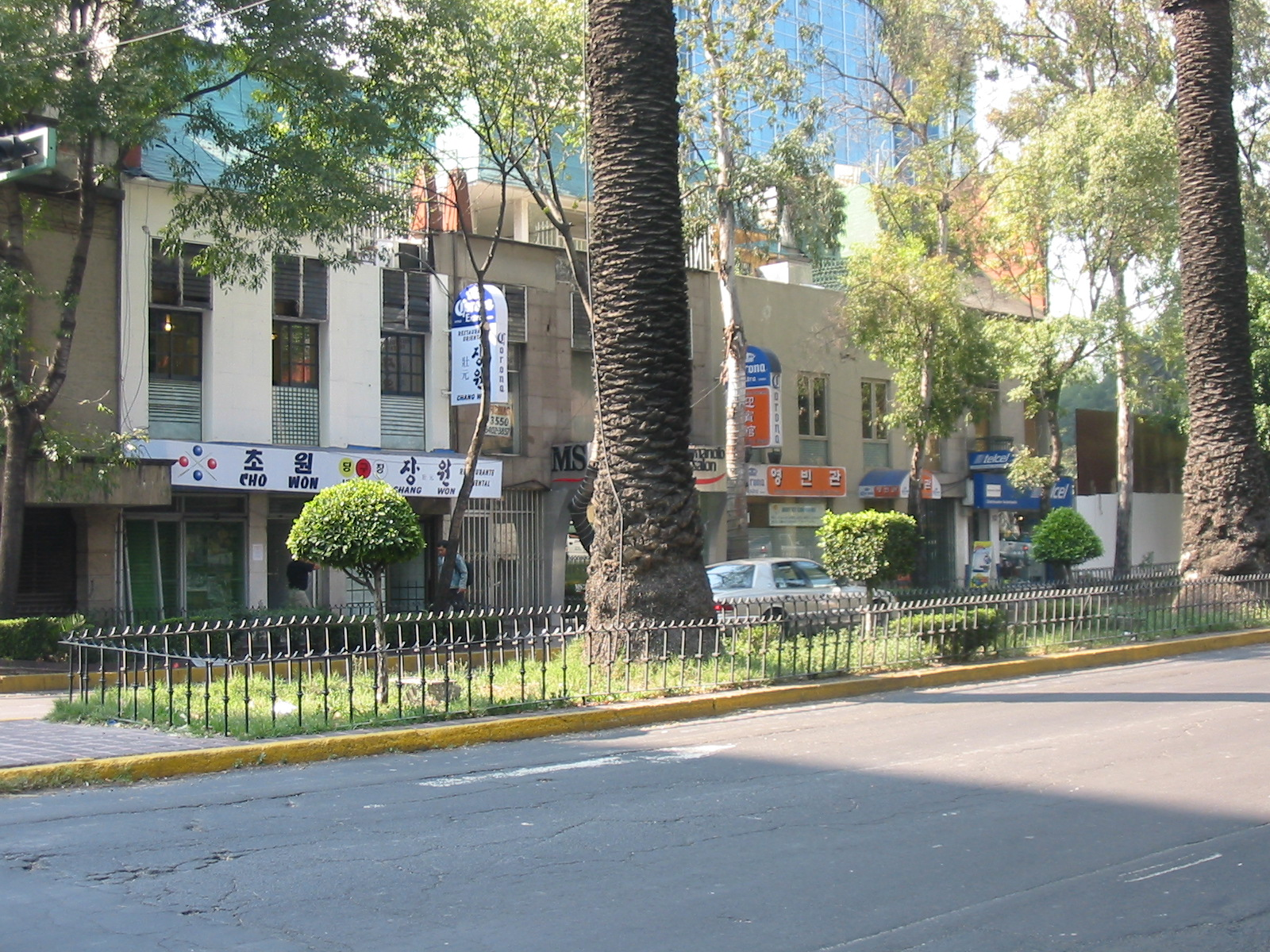
Comercios surcoreanos en la calle Florencia de la Ciudad de México

México tiene una gran población coreana que vive en la Zona Rosa y sus alrededores en la Ciudad de México. Según el periódico Reforma, hay al menos 1,000 coreanos viviendo en la Zona Rosa y alrededor de 3,000 en total en la colonia Juárez, el barrio oficial más grande del que forma parte la Zona Rosa. La zona alrededor de las calles Hamburgo, Praga, Florencia y Biarritz se convirtió en el Pequeño Seúl en la década de 1990.